# John Spencer (calciatore)
John Spencer (Glasgow, 11 settembre 1970) è un allenatore di calcio ed ex calciatore scozzese, di ruolo attaccante.

## Palmarès

### Competizioni nazionali
- Campionato scozzese: 4

1988-1989, 1989-1990, 1990-1991, 1991-1992

### Individuale
- MLS Best XI: 2

2001, 2003